# 秋田県道13号湯沢雄物川大曲線
秋田県道13号湯沢雄物川大曲線（あきたけんどう13ごう ゆざわおものがわおおまがりせん）は、秋田県湯沢市から大仙市までの県道（主要地方道）である。

## 概要
湯沢市の表町4丁目交差点（国道13号交点）から国道398号と重複し東の東北中央自動車道 湯沢ICに接続し、さらに東北中央自動車道と立体交差のあとすぐ右（北）方向へ分岐する。インターチェンジに沿うようにカーブをしながら、湯沢市岩崎袖森合まで東北中央自動車道に並行して北上する。湯沢市岩崎袖森合からは左方向にそれて、皆瀬川を渡り、横手市に入って、雄物川の西側を北上する。
横手市から大仙市に入ると秋田自動車道と立体交差し、大曲西道路の飯田IC手前で左折して大曲西道路と立体交差のあと、大仙市の大曲中心部に入る。大曲日の出町で右折し、JR東日本 奥羽本線と立体交差したあと、終点の国道13号・交点に至る。
なお、大曲西道路の手前で左折せず、市道を直進すると飯田ICに接続する。

### 路線データ
- 総延長 : 40.310 km[2]
- 実延長 : 38.709 km[2]
- 起点 : 秋田県湯沢市表町4丁目471番（表町四丁目交差点、国道13号・国道398号交点）[3]
- 終点 : 秋田県大仙市戸蒔字谷地85番1（戸蒔交差点、国道13号交点）[3]
- 未供用区間 : なし[2]

## 歴史
- 1954年（昭和29年）12月2日 - 秋田県道に認定される[3]。
- 1993年（平成5年）5月11日 - 建設省から、県道湯沢雄物川大曲線が湯沢雄物川大曲線として主要地方道に指定される[4]。
- 2002年（平成14年）12月24日 - 大曲市角間川町字二本杉9番2から字稲荷中島44番3まで供用開始する[5]。
- 2003年（平成15年）6月17日 - 平鹿郡大雄村字野中47番17から大曲市角間川町字門目東47番3まで大雄村田根森字新町北を経由していた現道を認定解除してすでに開通していたバイパスを現道とし、同時に起点および県道117号交点を変更した[6]。
- 2010年（平成22年）
  - 8月6日 - 大仙市角間川町字稲荷中島46番4から藤木字東八圭104番1まで供用開始する[7]。
  - 11月12日 - 湯沢市角間字堰添31番地先から字馬場362番2まで供用開始する[8]。

## 路線状況

### 重複区間
- 国道398号（湯沢市表町4丁目・起点 - 湯沢市沖鶴69番5・交点）、822m
- 国道107号（横手市雄物川町造山字栗林・広田面交差点 - 横手市雄物川町東里・東規交差点）、779m
- 秋田県道48号横手東由利線（横手市雄物川町沼館字稲荷前 - 横手市雄物川町沼館字通し下田・高畑交差点
- 秋田県道116号川西六郷線（大仙市角間川町字二本杉・交点 - 大仙市藤木字西八圭・交点）

### 冬期閉鎖区間
- なし[9]

### 交通不能区間
- なし[10]

### 道路施設
- 高畑高架橋
- 森大橋
- 大島大橋
- 角間川橋
- 雄平橋（皆瀬川）
- 阿気橋
- 藤木下橋（横手川）
- 藤巻橋

## 地理

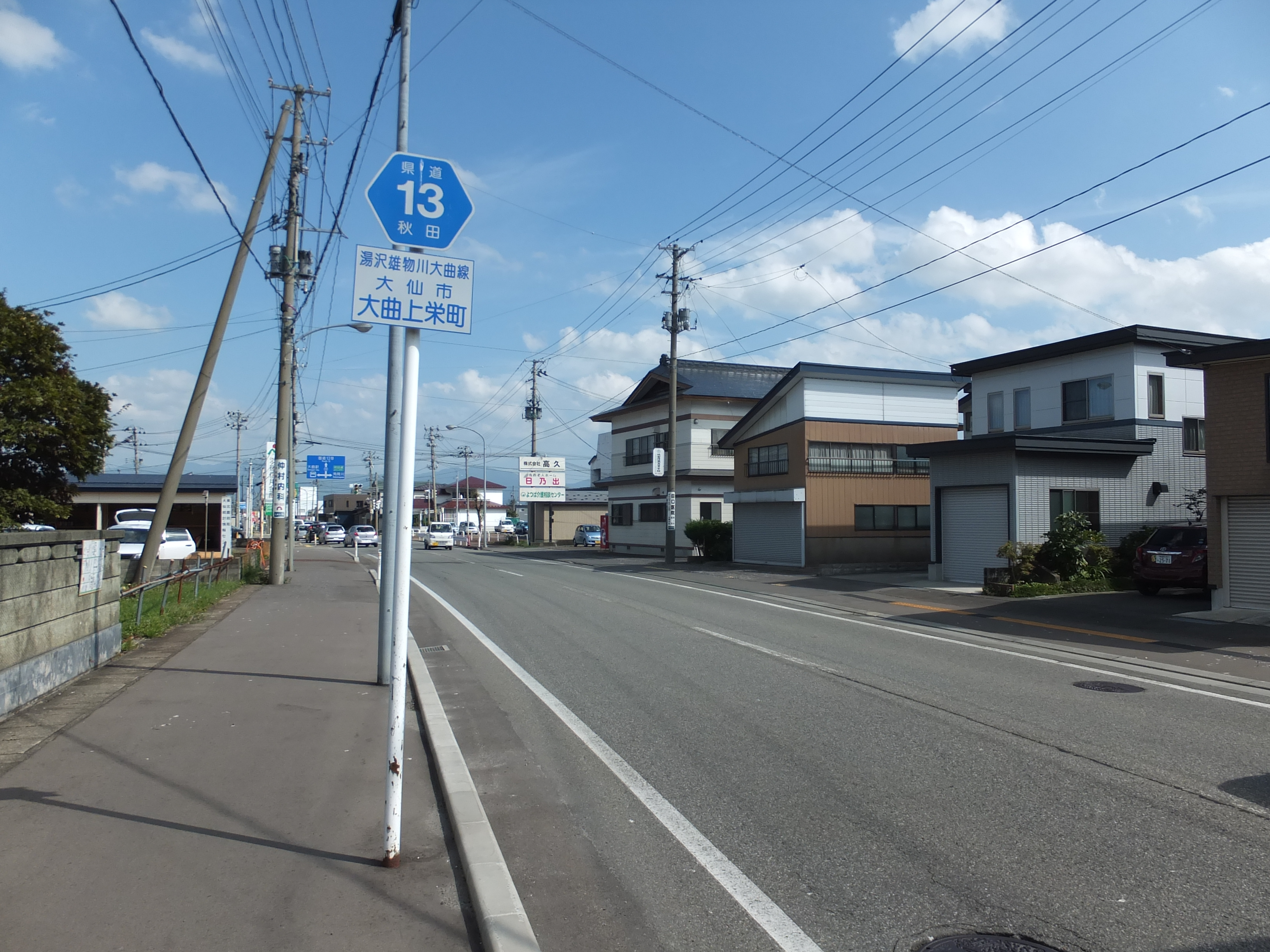
大仙市大曲上栄町付近にて

### 通過する自治体
- 秋田県
  - 湯沢市 - 横手市 - 大仙市

### 交差する道路
| 施設名                      | 接続路線名                                               | 備考                 | 所在地 |
| --------------------------- | -------------------------------------------------------- | -------------------- | --- |
| 表町四丁目交差点            | 国道13号・国道398号                                      | 起点                 | 湯沢市表町4丁目                                                                                                   |
| 湯沢IC入口交差点 （湯沢IC） | 東北中央自動車道（湯沢横手道路）                         | 国道398号重複区間    | 湯沢市鶴館 |
| 文化会館交差点              | 国道398号                                                |                      | 湯沢市沖鶴北緯39度10分19.92秒 東経140度28分53.52秒                                                                |
| 羽場南交差点                | 秋田県道57号十文字羽後鳥海線                             |                      | 横手市十文字町植田字羽場北緯39度13分23.22秒 東経140度28分15.12秒                                                  |
| 宮ノ東交差点                | 秋田県道271号植田平鹿線                                  | 県道271号起点        | 横手市十文字町植田字宮ノ東北緯39度13分34.1秒 東経140度28分16.6秒                                                  |
| 広田面交差点 東槻交差点     | 国道107号                                                | 重複区間             | 横手市雄物川町造山北緯39度16分31.8秒 東経140度25分49.1秒 横手市雄物川町東里北緯39度16分37.4秒 東経140度26分21.2秒 |
| 高畑交差点 -                | 秋田県道48号横手東由利線                                 | 重複区間             | 横手市雄物川町沼館・地内高畑交差点地図                                                                            |
| 六町交差点                  | 秋田県道29号横手大森大内線                               |                      | 横手市大雄字六町北緯39度20分18.9秒 東経140度27分1.12秒                                                            |
|                             | 秋田県道117号野崎十文字線                                | 県道117号起点        | 横手市大雄字野中北緯39度22分1.18秒 東経140度28分17.38秒                                                           |
| （角間川BS）                | 秋田自動車道                                             | 市道経由・乗降の接続 | 大仙市角間川町元道巻                                                                                              |
|                             | 秋田県道71号大曲横手線 （=重複 秋田県道116号川西六郷線） |                      | 大仙市角間川町字二本杉北緯39度24分1.93秒 東経140度28分26.57秒                                                     |
|                             | 秋田県道116号川西六郷線                                  |                      | 大仙市藤木字西八圭北緯39度24分39.7秒 東経140度28分50.35秒                                                         |
| 大仙市道 （飯田IC）         | （大曲西道路）                                           | 大仙市道経由         | 大仙市道交点地図                                                                                                  |
| 戸蒔交差点                  | 国道13号 （=重複秋田県道12号花巻大曲線）                 | 終点                 | 大仙市戸蒔字谷地                                                                                                  |

### 沿線の施設
- 湯沢文化会館
- こまち農業協同組合 中央総合支店
- 羽後植田郵便局
- 横手市役所 雄物川地域局
- 雄物川郵便局
- 雄物川郷土資料館
- 館合郵便局
- 横手市立横手明峰中学校
- 秋田地方裁判所大曲支部（市道経由）
- 秋田地方検察庁大曲支部（市道経由）
- 秋田県立大曲農業高等学校（市道経由）
- 秋田県立大曲高等学校（市道経由）
- 大曲田町郵便局
- 秋田県立大曲工業高等学校
- タカヤナギイーストモール